# 聖博內德布呂耶爾
聖博內德布呂耶爾（法語：Saint-Bonnet-des-Bruyères，法語發音：[sɛ̃ bɔnɛ de bʁɥijɛʁ]）是法国罗讷省的一个市镇，属于索恩河畔自由城区。

## 地名
缩合冠词“des”发音为[de]，在《法汉译音表》中对应“代”字，但其仅在“圣莫代福塞”（Saint-Maur-des-Fossés）等少数地名中译作“代”，《世界地名翻译大辞典》、《世界地名译名词典》和《法国地图册》等主流地名译名类书籍资料中多译作“德”。

## 地理
圣博内德布吕耶尔（46°16'15"N, 4°28'12"E）面积21.2 平方千米，位于法国奥弗涅-罗讷-阿尔卑斯大区罗讷省，该省份为法国中东部省份，北起顺时针与索恩-卢瓦尔省、安省、里昂大都会、伊泽尔省和卢瓦尔省接壤。
与圣博内德布吕耶尔接壤的市镇（或旧市镇、城区）包括：马图尔、艾格佩斯、圣伊尼德韦尔、旧圣皮埃尔、德格罗讷。
圣博内德布吕耶尔的时区为UTC+01:00、UTC+02:00（夏令时）。

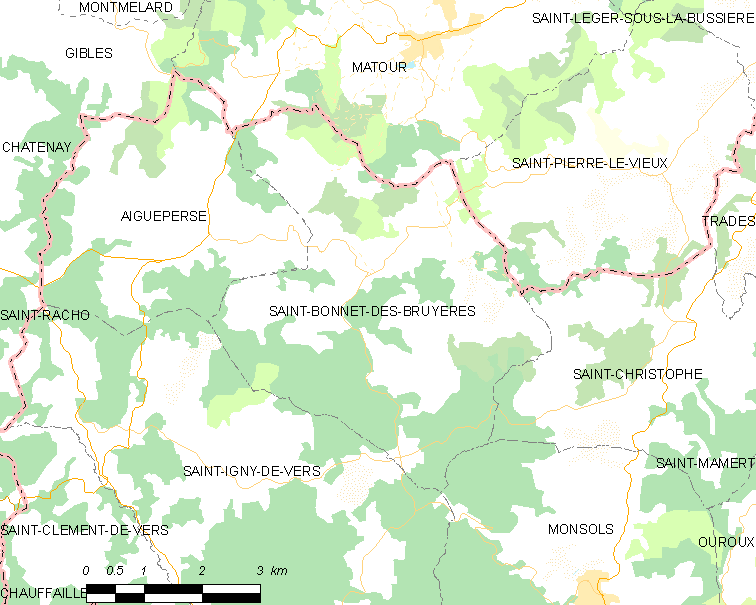
圣博内德布吕耶尔的OSM定位图

## 行政
圣博内德布吕耶尔的邮政编码为69790，INSEE市镇编码为69182。

## 政治
圣博内德布吕耶尔所属的省级选区为蒂济莱布尔县。

## 人口

1962-2008年间圣博内德布吕耶尔人口变化图示

圣博内德布吕耶尔于2022年1月1日时的人口数量为372人。